# NGC 1875
NGC 1875 ist eine elliptische Galaxie vom Hubble-Typ E-S0 im Sternbild Orion am Nordsternhimmel. Sie ist schätzungsweise 399 Millionen Lichtjahre von der Milchstraße entfernt. Die Galaxie bildet zusammen mit PGC 17173, PGC 17175 und PGC 17176 die Galaxiengruppe Arp 327 (Hickson Compact Group HCG = 34).
Halton Arp gliederte seinen Katalog ungewöhnlicher Galaxien nach rein morphologischen Kriterien in Gruppen. Diese Galaxiengruppe gehört zu der Klasse Gruppen von Galaxien. 
Das Objekt wurde von dem Astronomen Albert Marth am 18. November 1863 entdeckt.